# تپه شهر سوخته ۴۷
تپه شهر سوخته شماره ۴۷ مربوط به هزاره دوم قبل از میلاد است و در شهرستان زابل، بخش شیب آب، روستای حومه شهر سوخته واقع شده و این اثر در تاریخ ۳۰ تیر ۱۳۸۴ با شمارهٔ ثبت ۱۲۱۳۷ به‌عنوان یکی از آثار ملی ایران به ثبت رسیده است.